# パーキンス (DD-26)
|          |                                    |
| 艦歴     |                                    |
| 発注     |                                    |
| 起工     | 1909年3月22日                      |
| 進水     | 1910年4月9日                       |
| 就役     | 1910年11月18日                     |
| 退役     | 1919年12月5日                      |
| その後   | 1935年6月28日に売却                |
| 除籍     | 1935年3月8日                       |
| 性能諸元 |                                    |
| 排水量   | 893トン                            |
| 全長     | 293 ft 10 in (89.6 m)              |
| 全幅     | 26 ft (7.9 m)                      |
| 吃水     | 10 ft (3 m)                        |
| 機関     | 重油専焼缶4基                      |
| 最大速   | 30ノット (56 km/h)                 |
| 乗員     | 士官、兵員110名                    |
| 兵装     | 3インチ砲5門 18インチ魚雷発射管6門 |

パーキンス (USS Perkins, DD-26) は、アメリカ海軍の駆逐艦。ポールディング級駆逐艦の1隻。艦名はジョージ・ハミルトン・パーキンス代将に因む。

## 艦歴
パーキンスは1909年3月22日にマサチューセッツ州クインシーのフォアリバー造船所で起工する。1910年4月9日に進水し、1910年11月18日に艦長ジョエル・R・P・プリングル少佐の指揮下就役する。
7年に及ぶ平時活動では通常戦隊および予備役戦隊で活動し、パーキンスは1917年4月3日にフランク・M・ノックス大尉の指揮下再就役した。ヨーロッパのアメリカ海軍駆逐艦部隊第2分艦隊に配属され、部隊はポールディング (USS Paulding, DD-22) およびウィルクス (USS Wilkes, DD-67)、アムメン (USS Ammen, DD-35) が含まれた。部隊は1917年6月から11月までアイルランドのクイーンズタウンを拠点として活動した。
この期間にパーキンスは、8月7日に Tarquah の生存者を救助し、サン・ナゼールからアイルランドまでボヘミア (S.S. Bohemia) を、クイーンズタウンからリバプールまでニューヨーク (S.S. New York) を護衛した。パーキンスは1917年11月にアイルランドを出航、ニューヨークに向かった。
1917年から18年にかけて、パーキンスはサウスカロライナ州チャールストンでオーバーホールを行う。1918年3月から12月までニューヨーク州のグレーブズエンド湾沖で活動し、対潜哨戒および護衛任務に従事した。1918年6月2日にはニュージャージー州沖でドイツ潜水艦 U-151 を目撃する。船団護衛任務ではパーキンスは様々な船を護衛した。その中にはハリファックス - ニューヨーク間でプレジデント・グラント (SS President Grant)、プレジデント・ワシントン (SS President Washington) の護衛も含まれた。
パーキンスは1919年12月5日に予備役艦隊入りし、1935年3月8日に除籍された。その後6月28日にスクラップとして売却された。